# 亞基米夫卡 (第聶伯羅區)
48°10′38″N 34°25′2″E / 48.17722°N 34.41722°E
亞基米夫卡（羅馬化：Yakymivka）是烏克蘭中部的村莊，隸屬第聶伯羅彼得羅夫斯克州的第聶伯羅區。該村處於赫魯希夫卡河畔，距離霍盧比尼夫卡1.5公里，海拔高度140米，2001年人口183。